# Grotte der Unschuldigen Kinder
Die Grotte der Unschuldigen Kinder liegt neben der Geburtskirche in Bethlehem. Durch das Grottensystem unter den Bauwerken ist sie mit der Geburtsgrotte verbunden. Nach traditioneller Überlieferung fand hier der Kindermord in Betlehem statt, von dem im Matthäusevangelium berichtet wird. Historisch ist dies nicht nachgewiesen.